# Trigonotylus tenuis
Trigonotylus tenuis är en insektsart som först beskrevs av Reuter 1895.  Trigonotylus tenuis ingår i släktet Trigonotylus och familjen ängsskinnbaggar. Inga underarter finns listade i Catalogue of Life.